# Teresa Viejo
Teresa Viejo (Madrid, 3 de setembre de 1963) és una periodista espanyola i Ambaixadora de Bona Voluntat d'UNICEF.

## Inicis professionals
Llicenciada en periodisme per la Universitat Complutense de Madrid, on va cursar també estudis de sociologia. Els seus inicis van ser en la ràdio musical.

## Televisió
El 1988 es va incorporar a Televisió Espanyola per presentar, amb Beatriz Pécker, el programa musical Rockopop, on es manté fins a 1991. Aquest any va ser fitxada per María Teresa Campos per col·laborar en el seu recentment estrenat magazín matinal Pasa la vida. Posteriorment, el 1996 Teresa Viejo va continuar en els magazíns matinals de TVE, en aquesta ocasió amb Laura Valenzuela a Mañanas de Primera. Durant diversos anys va presentar el sorteig de la Loteria Primitiva a La 2.
Entre 1997 i 1998 va presentar amb Manuel Torreiglesias el programa Saber vivir. El 2002 va fitxar per Castilla-La Mancha TV, on va reailitzar durant nou anys el programa Tal como somos. D'altra banda, el 2004 va passar a substituir Pedro Piqueras al capdavant de l'espai d'investigació i debat 7 días, 7 noches, d'Antena 3, que es va mantenir en pantalla fins a 2007. El març d'aquest any comença a presentar el xou d'impacte Cambio radical, basat en el programa estatunidenc Extreme Makeover. Després d'acabar l'espai, va seguir al capdavant del magazín castellanomanxec Tal como somos, que va finalitzar en 2010.
El 26 de gener de 2011 va començar un programa de característiques similars Cerca de ti. El 2015 va presentar per Telemadrid l'espai Madrid barrio a barrio. Des de juliol fins a setembre de 2015 va presentar La mañana de La 1 en substitució de Mariló Montero i Jota Abril. A partir de gener de 2016, es va posar al capdavant d'un nou programa de La 1 de TVE, anomenat ¿Qué fue de ti?, un programa de testimonis en directe, que suposa el retorn de la periodista a aquest gènere i a la televisió pública després de la seva tasca el passat estiu com a presentadora del matí de La 1.

## Ràdio
Va iniciar la seva carrera en l'emissora musical Radio Vinilo, per després passar a l'emissora d'ona mitjana Radio Intercontinental. La temporada 1997-98 va fitxar per Radio España, on va ser una de les primeres dones a posar-se al capdavant d'un magazín matinal en una cadena d'àmbit nacional, amb l'espai Más que palabras. La següent temporada va passar a la franja de tardes de la mateixa cadena, amb l'espai Tardes con Teresa. També ha treballat a Antena 3 Radio i la Cadena Zeta Radio, on va realitzar el programa Hoy Teresa. Entre 2011-2013 va col·laborar en ABC Punt Radio. Des de 2013 dirigeix La Observadora, els diumenges a Radio Nacional de España.

## Premsa escrita
La seva trajectòria s'inicia en el diari Ya. Ha estat la primera directora d'una revista d'informació general: Interviú (2002-2004), on publica un article setmanal. Així com entrevistes polítiques en la revista Man.

## Llibres publicats
Ha publicat els llibres:
- Hombres. Modo de empleo (2001).
- Pareja. ¿Fecha de caducidad? (2005). Assaig.
- Cómo ser mujer y trabajar con hombres (2007). Assaig.
- La memoria del agua (Martínez Roca, 2009). Novel·la adaptada per TVE en una minisèrie homònima i traducida a quatre idiomes.
- Que el tiempo nos encuentre (2013). Novel·la.
- Mientras llueva (2015). Novel·la.